# Cheseaux-Noréaz
Cheseaux-Noréaz is een gemeente en plaats in het Zwitserse kanton Vaud, en maakt deel uit van het district Jura-Nord vaudois
Cheseaux-Noréaz telt 489 inwoners.